# Stare Miasto w Prudniku
Stare Miasto w Prudniku – najstarsza część Prudnika wywodząca się z XIII-wiecznego miasta lokacyjnego.
Do wojewódzkiego rejestru zabytków zapisane jest stare miasto (w granicach średniowiecznego założenia), nr rej.: 14/49 z 10.06.1949

## Obszar

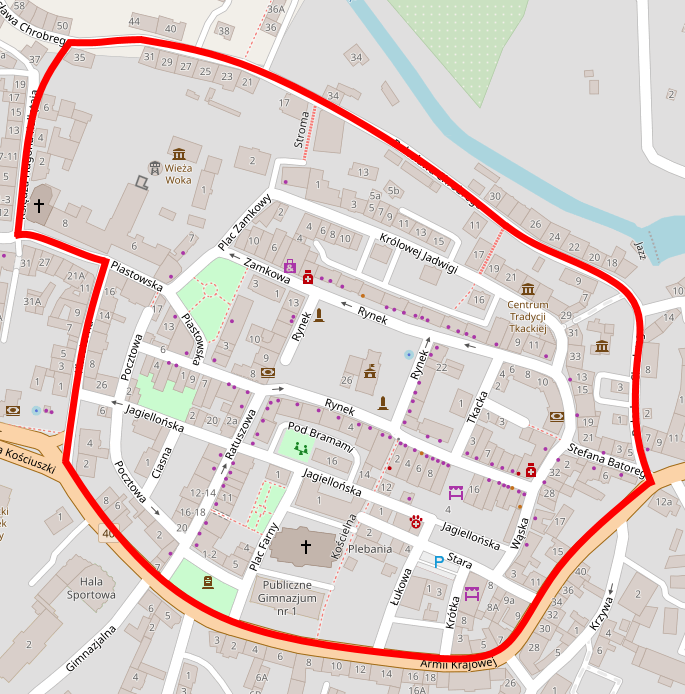
Obszar Starego Miasta na planie współczesnego Prudnika

Centrum Starego Miasta stanowi Rynek, a miasto lokacyjne rozciąga się między rzeką Prudnik na północy, ul. Tadeusza Kościuszki i Armii Krajowej na południu, ul. Bolesława Chrobrego na wschodzie oraz ul. Piastowską i Hugona Kołłątaja na zachodzie.
Stare Miasto nie stanowi formalnej jednostki pomocniczej gminy. Na jego obszarze leżą w całości lub częściowo ulice i place:

- Rynek
- Plac Farny
- Plac Szarych Szeregów
- Plac Zamkowy
- ul. Bolesława Chrobrego
- ul. Ciasna
- ul. Hugona Kołłątaja
- ul. Jagiellońska
- ul. Klasztorna
- ul. Konstantego Damrota
- ul. Kościelna
- ul. Królowej Jadwigi
- ul. Krótka
- ul. Łukowa
- ul. Piastowska
- ul. Plebiscytowa
- ul. Pocztowa
- ul. Pod Bramami
- ul. Ratuszowa
- ul. Stara
- ul. Stefana Batorego
- ul. Stroma
- ul. Tkacka
- ul. Wąska

## Historia

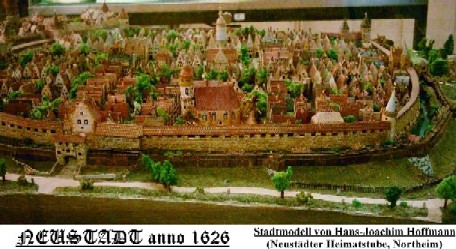
Makieta Prudnika w 1626

Założycielem miasta był najwyższy marszałek Królestwa Czech i namiestnik Styrii – czeski wielmoża Wok z Rożemberka (Woko de Rosenberch, Vok I. z Rožmberka). W latach 1255–1259 założył on w okolicy obecnego Prudnika kilka wsi i w zakolu rzeki Prudnik – zamek gotycki, kontrolujący ruch na szlaku handlowym z Nysy do Opawy. Prudnik był najdalej wysuniętym na północ bastionem Królestwa Czech.
Syn Woka, Henryk z Rożemberka ok. 1279 uzyskał dla Prudnika lokację miasta na prawie niemieckim. Jedynym śladem pierwotnego miasta jest Wieża Woka. Pozostała zabudowa w większości spaliła się, natomiast budowle trwalsze, na przestrzeni wieków były rozbierane i przebudowywane. W 1373 w mieście wybuchła epidemia dżumy. Przeżyło ja tylko kilku mieszkańców, którzy ukryli się w pobliskich górach. Po pewnym czasie wrócili do Prudnika. Spalili większość zabudowań i rozpoczęli odbudowę miasta.
Średniowieczny Prudnik był zaliczany do miast dużych w skali regionu. Jego powierzchnia wynosiła 0,13 km², a długość obwodu miasta około 1100 m plus mury zamku.
23 kwietnia 1945 część Starego Miasta została zbombardowana przez lotnictwo radzieckie. Nie wiadomo jednak, czy bombardowanie było celowe. Według proboszcza Franza Pietscha było spowodowane wystrzeleniem błędnych znaków świetlnych przez Rosjan.

## Architektura

### Zabytki

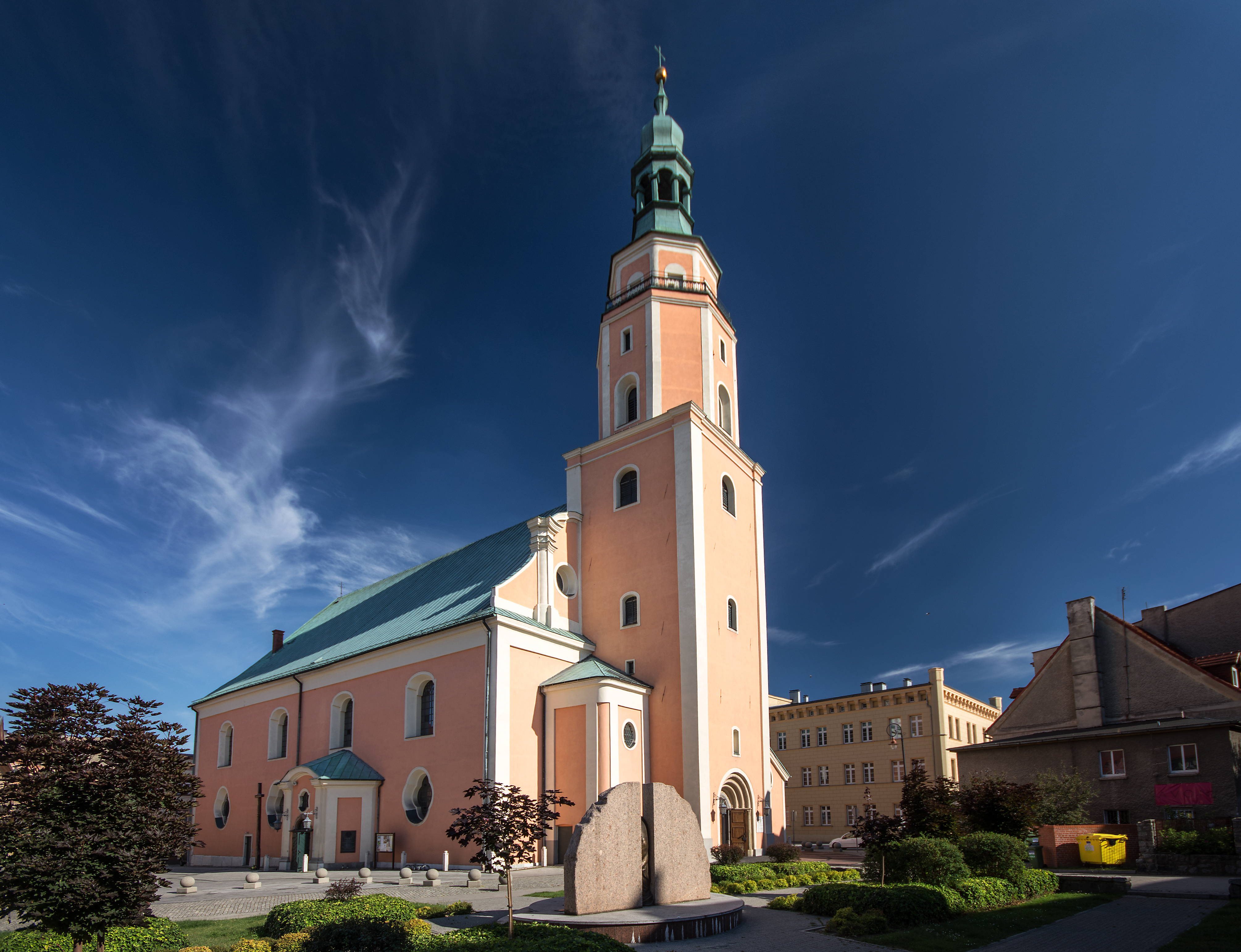
Kościół św. Michała Archanioła

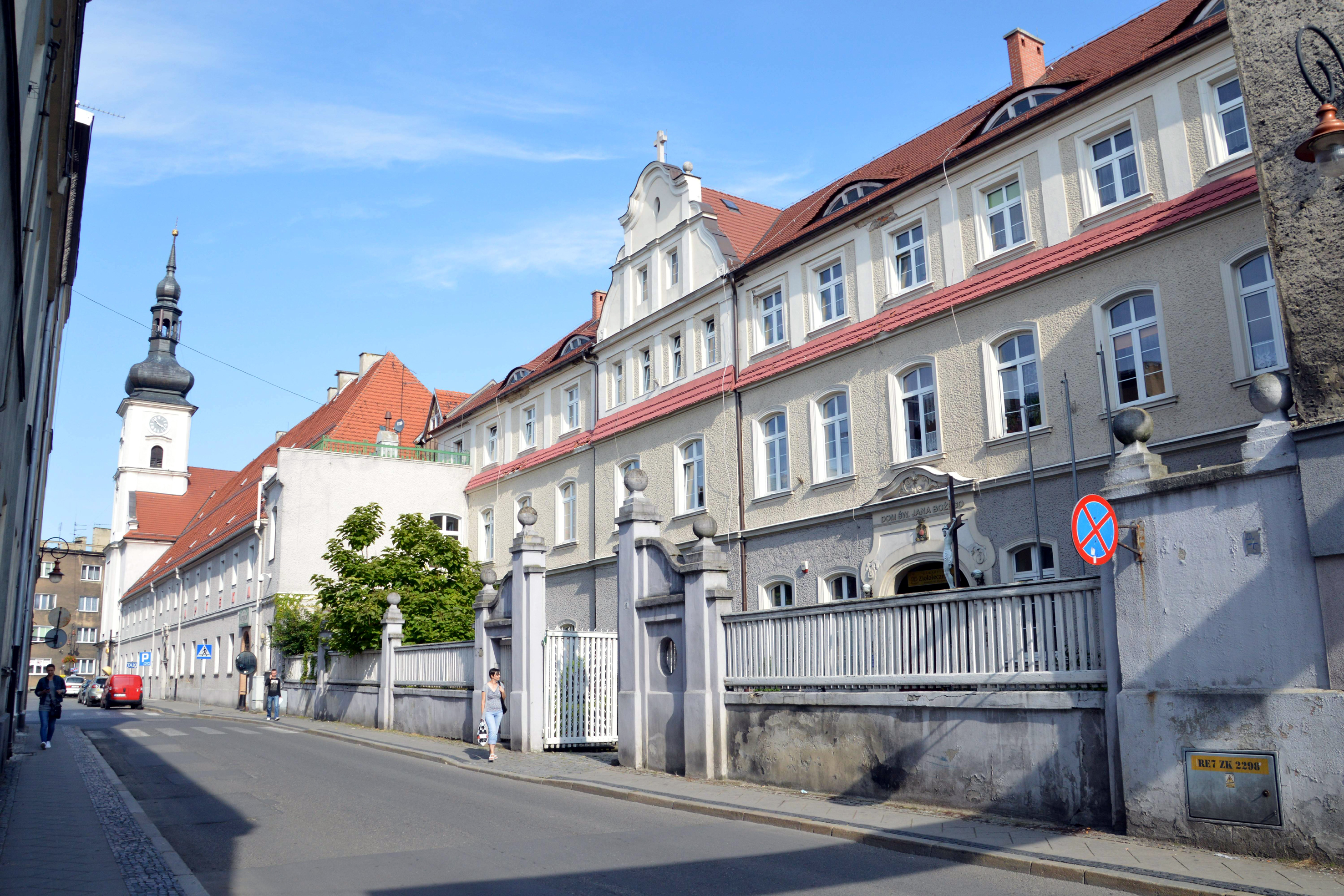
Zespół klasztorny bonifratrów

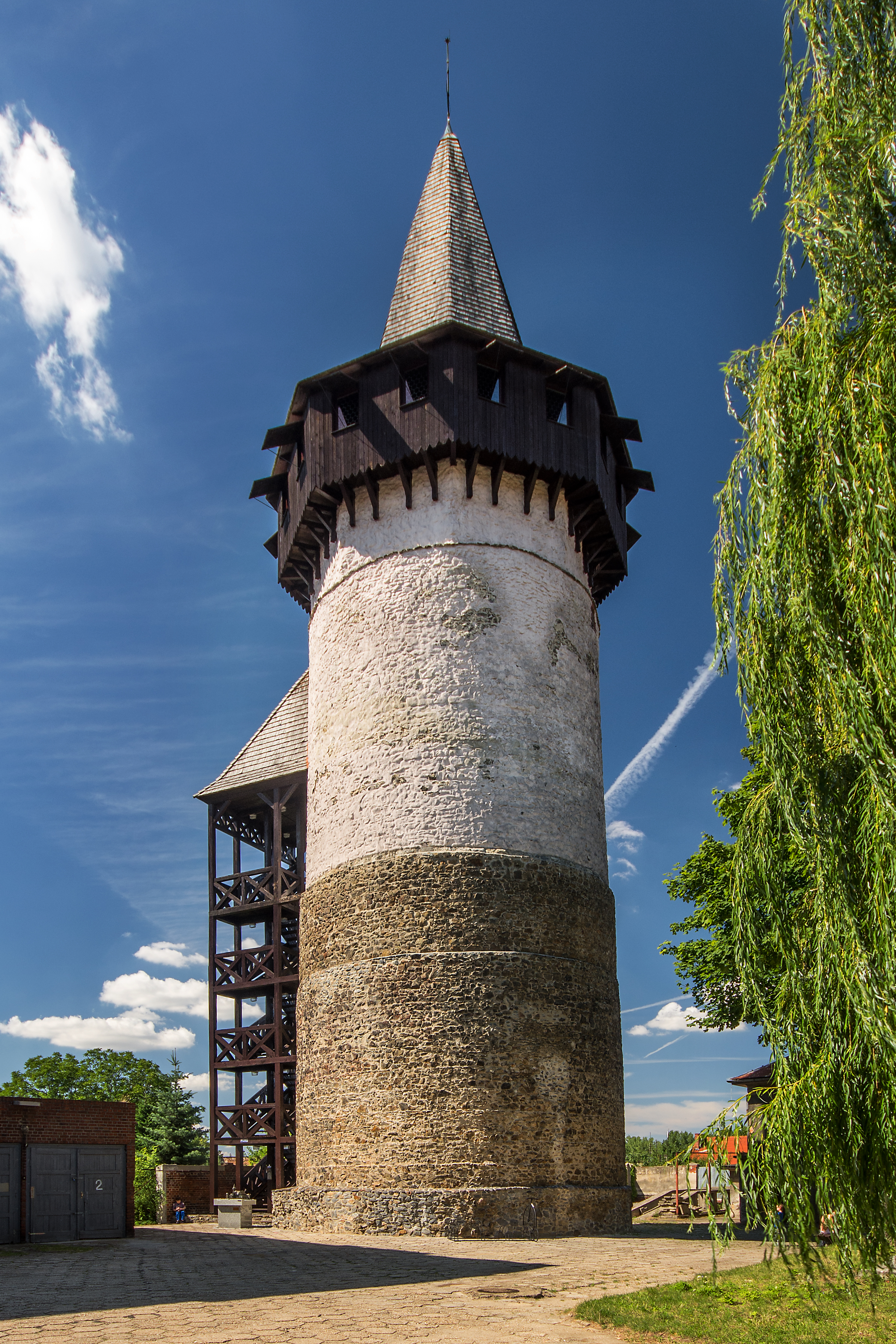
Wieża Woka

Do rejestru zabytków wpisane są następujące obiekty z obszaru Starego Miasta:
- kościół parafialny pw. św. Michała Archanioła, wzniesiony w 1279, w dokumentach wzmiankowany w 1321, pierwotnie drewniany, z 1612, obecnie istniejący kościół zbudowano w l. 1730–1738
- zespół klasztorny bonifratrów, z l. 1783-1787: kościół par. pw. św. Apostołów Piotra i Pawła i klasztor oo. bonifratrów, został zbudowany w 1783, znajduje się przy obecnej ulicy Piastowskiej
- plebania, z XVIII w./XIX w.
- wieża zamkowa zwana wieżą Woka, z XIII/XIV w., XV w., pozostałość starego, średniowiecznego murowanego zamku zbudowanego prawdopodobnie przed 1262 przez Woka z Rożemberka, usytuowana jest w zachodniej części Starego Miasta, na lekkim wzniesieniu. Z dawnego zamku pozostała cylindryczna, murowana z kamienia wieża tzw. stołp (wieża ostatniej szansy) o dwu kondygnacjach zaznaczonych odsadzkami oraz z trzecią niższą kondygnacją o rzucie ośmioboku. Od północy, w połowie wysokości znajduje się otwór w obramieniu kamiennym z dwoma konsolkami. Po gruntownej renowacji w 2009 wieża Woka stała się punktem widokowym zarządzanym przez Muzeum Ziemi Prudnickiej
- mury obronne – zachowany m.in. fragment z dwiema basztami murowanymi z kamienia i cegły z XV-XVI w. w chwili obecnej jest siedzibą Muzeum Ziemi Prudnickiej; ponadto zachowała się Brama Dolna, w dokumentach wzmiankowana w 1481, usytuowana w południowej pierzei obecnej ulicy Batorego. Do wysokości drugiej kondygnacji wieży wbudowana jest w mury zbudowanych później kamienic. Wieża jest murowana, otynkowana, posiada trzy kondygnacje i jest zwieńczona murowanym hełmem stożkowym. Została odremontowana w 2006.
- ratusz miejski, z XVIII w., 1840, jako obiekt drewniany istniał już w średniowieczu, murowany powstał w 1782 a obecny kształt uzyskał w latach 1894–1896
- „Dom Katolicki”, pl. Farny 1, z poł. XIX w.
- domy, ul. Batorego 7, z poł. XIX w.
- dom, ul. Batorego 11
- domy, ul. Damrota 21, 23, z k. XVIII w., nie istnieją
- dom, ul. Jagiellońska 3 (d. 21), z XIX w.
- dom, ul. Krótka 1 / ul. Łukowa 1
- domy, ul. Krótka 2 (d. 5), 3 (d. 2), 4 (d. 6), z XVIII w./XIX w., nie istnieją
- dom, ul. Krótka d. 3, z XVIII w./XIX w.
- domy, ul. Piastowska 9, 22, z XIX w.
- dom, ul. Ratuszowa 7, z XIX w.
- domy, Rynek 2 (d. 40) z 1769, 3 (d. 41), 26 (d. 11)
- domy, Rynek 22 (d. 32) 25 (d. 2)
- domy, ul. Sobieskiego 2, 4, 5 (d. 3), 6, 7 (d. 5), 8, 13 (d. 11), z XVII w., XVIII w., XIX w.
- domy, ul. Sobieskiego 9 (d. 7), 30, XVIII w., z poł. XIX w.
- domy – renesansowe kamieniczki mieszczańskie, ul. Zamkowa 1-2 (d. 2), 3-7 (d. 3), 3-7 (d. 4), 3-7 (d. 5), 3-7 (d. 6), 3-7 (d. 7), z XVII w., XVIII w.
- wschodnie skrzydło d. szpitala ob. domu św. Jana Bożego wraz z ogrodzeniem w zespole klasztornym bonifratrów oraz klatkę schodową w północnym skrzydle d. szpitala przyległą do budynku klasztoru wraz z gruntem w granicach fundamentowania, ul. Piastowska 6 (1896, 1914–1916)
- kamienica, ul. Kołłątaja 2

inne zabytki:
- kolumna maryjna, ufundowana w 1694 przez notariusza miejskiego Piotra Ortmana i jego żonę dla uczczenia ofiar dżumy w 1625. Usytuowana w północno-zachodniej części Rynku
- figura św. Jana Nepomucena w Rynku, barokowa z 1733
- fontanna, barokowa z 1695, także w Rynku.

### Obiekty nieistniejące
- zamek
- klasztor kapucynów
- synagoga